# Gare de Ramskapelle
La gare de Ramskapelle (anciennement gare de Ramscappelle) est une gare ferroviaire belge (hors service) de la ligne 74, de Dixmude à Nieuport (hors service), située à Ramskapelle, section de la commune de Nieuport dans la province de Flandre-Occidentale en région flamande.

## Situation ferroviaire
Établie à 0 mètres d'altitude, la gare de Ramskapelle était située au point kilométrique (PK) 11,600 (un premier arrêt était au PK 12,160) de la ligne 74, de Dixmude à Nieuport, entre les gares de Pervijze (disparue), s'intercalait la halte de Booitshoeke, et de Nieuport-Ville (disparue).

## Histoire
La halte de Ramscapelle est mise en service le 1er mai 1868. Elle est alors gérée par la gare de Nieuport, elle est établie à 4 564 mètres de la gare de Pervyse.
La ligne, inaugurée le 10 février 1868 par les Chemins de fer de l'Ouest de la Belgique a été successivement exploitée par la Société générale d'exploitation (jusqu’en 1871), les Bassins houillers du Hainaut (jusqu’en 1878) et les Chemins de fer de la Flandre-Occidentale, jusqu'au rachat par l’État belge en 1908.
En 1886, on déplace la halte de 560 mètres vers Pervyse, le nouvel arrêt, qui remplace le précédent qui ferme, est mis en service le 30 juin 1886. Il est ouvert aux voyageurs et aux marchandises. En 1896 il s'agit d'une gare ouverte à tous les services.
Le bâtiment des recettes date vraisemblablement d'avant le rattachement aux Chemins de fer de l'État belge. Il s'agit certes d'un plan type standard de l’État belge mais cette variante fut remplacée au cours des années 1890 par les haltes de plan type 1893, dont une fut bâtie à Kaaskerke.
Au cours des combats de la Première Guerre mondiale, la gare et tous les bâtiments environnants ont subi de graves dégâts. Des fortifications en béton, intégrant un pan de mur de la gare, ont été réalisés. Ces vestiges, classés, sont tout ce qu'il reste de la gare.
Un bâtiment de gare de type "reconstruction" à un étage aurait été édifié après le conflit mais n'a pas laissé de traces.
Une grande maison de garde-barrière, de type "reconstruction", jouxte les ruines de la gare.

### Nom de la gare
Elle est nommée Ramscapelle de sa mise en service en 1868 au 1er février 1938 où elle prend le nom de Ramskapelle.